# Lyman (Carolina del Sud)
Lyman és una població dels Estats Units a l'estat de Carolina del Sud. Segons el cens del 2000 tenia 2.659 habitants.

## Demografia
Segons el cens del 2000, Lyman tenia 2.659 habitants, 1.137 habitatges i 770 famílies. La densitat de població era de 252,2 habitants/km².
Dels 1.137 habitatges en un 27,5% hi vivien nens de menys de 18 anys, en un 54,2% hi vivien parelles casades, en un 10,7% dones solteres, i en un 32,2% no eren unitats familiars. En el 28,2% dels habitatges hi vivien persones soles el 14,2% de les quals corresponia a persones de 65 anys o més que vivien soles. El nombre mitjà de persones vivint en cada habitatge era de 2,32 i el nombre mitjà de persones que vivien en cada família era de 2,84.
Per edats la població es repartia de la següent manera: un 21,4% tenia menys de 18 anys, un 8,1% entre 18 i 24, un 29,8% entre 25 i 44, un 23,4% de 45 a 60 i un 17,2% 65 anys o més.
L'edat mediana era de 38 anys. Per cada 100 dones de 18 o més anys hi havia 84,9 homes.
La renda mediana per habitatge era de 38.750 $ i la renda mediana per família de 47.900 $. Els homes tenien una renda mediana de 31.500 $ mentre que les dones 22.950 $. La renda per capita de la població era de 19.431 $. Entorn del 4,7% de les famílies i el 7,2% de la població estaven per davall del llindar de pobresa.

## Poblacions més properes
El següent diagrama mostra les poblacions més properes.